# Charles Fasel
Pour les articles homonymes, voir Fasel.
Charles Fasel (né le 21 mai 1898 à Fribourg,, mort le 10 janvier 1984 à Ascona,) est un joueur professionnel suisse de hockey sur glace.

## Carrière
Charles Fasel fait toute sa carrière au Hockey Club Davos. Il était venu y faire carrière dans le commerce dans le cadre d'un apprentissage et fait partie des fondateurs du HC Davos en 1921. Avec cette équipe, il remporte le championnat international de Suisse en 1922. Il est champion national de Suisse après l'annulation de la finale du championnat international en 1926. Il est champion national et international en 1927 et en 1929. Il participe à la Coupe Spengler en 1923, en 1925 où Davos est vice-champion et en 1926.
Charles Fasel participe avec l'équipe nationale aux Jeux olympiques de 1928 à Saint-Moritz où il joue quatre matchs et a deux blanchissages,, où la Suisse remporte la médaille de bronze,. Il prend part également aux championnats d'Europe 1924 et 1925, où la Suisse remporte chaque fois la médaille de bronze. Au Championnat d'Europe 1926, il est champion avec une équipe suisse composée de beaucoup de joueurs de Davos.
Il est l'un des premiers gardiens de but européens connus pour avoir porté un masque lors d'un match,.
Il obtient un pouvoir pour représenter l'Espagne au congrès de la LIHG en 1925. Il est également arbitre international de hockey dans les années 1930.
Après sa carrière, il a une boutique qui vend des souvenirs pour touristes et aussi tabac et cigares. Il passe sa retraite à Ascona et a une autre passion, le golf,.